# Sainte-Eusoye
Sainte-Eusoye ist eine französische Gemeinde mit 335 Einwohnern (Stand 1. Januar 2022) im Département Oise in der Region Hauts-de-France. Die Gemeinde liegt im Arrondissement Clermont und ist Teil der Communauté de communes de l’Oise Picarde und des Kantons Saint-Just-en-Chaussée.

## Geographie
Die Gemeinde liegt knapp südlich der früheren Route nationale 1. Zur Gemeinde gehören das Gehöft La Borde Longuet im Norden, der Weiler Sauveleux und im Süden das Gehöft Troussures, eine frühere Grangie des Zisterzienserklosters Chaalis.

## Einwohner
| 1962 | 1968 | 1975 | 1982 | 1990 | 1999 | 2006 | 2011 |
| ---- | ---- | ---- | ---- | ---- | ---- | ---- | ---- |
| 138  | 147  | 170  | 202  | 210  | 229  | 238  | 284  |

## Verwaltung
Bürgermeister (maire) ist seit 2001 Pierre Dugrosprez.

## Sehenswürdigkeiten
- Ferme de Troussures, eine frühere Grangie des Klosters Chaalis, deren Ruinen aus dem 13. Jahrhundert erhalten sind, mit einem runden Taubenhaus, als Monument historique seit 1989 eingetragen[1]
- Kirche Sainte-Eusoye aus dem 16. Jahrhundert[2] mit einer Tauffünte aus dem 12. Jahrhundert (Base Palissy).[3]